# Liste der Monuments historiques in Ouges
Die Liste der Monuments historiques in Ouges führt die Monuments historiques in der französischen Gemeinde Ouges auf.

## Liste der Immobilien
| Bezeichnung              | Beschreibung                                                                                     | Standort                                                    | Kennzeichnung | Schutzstatus | Datum | Bild |
| ------------------------ | ------------------------------------------------------------------------------------------------ | ----------------------------------------------------------- | ------------- | ------------ | ----- | ---- |
| Georges-Guynemer-Denkmal | Monumentalsäule, Architekt Gaston Paris, Bronzerelief, Bildhauer Ovide Yencesse, 1932 eingeweiht | nördlich des Ortes auf dem Flughafen Dijon-Bourgogne (Lage) | PA21000091    | Inscrit      | 2017  |      |

## Liste der Objekte
| Bezeichnung                                    | Beschreibung                                      | Standort                       | Kennzeichnung | Schutzstatus | Datum | Bild |
| ---------------------------------------------- | ------------------------------------------------- | ------------------------------ | ------------- | ------------ | ----- | ---- |
| Skulptur Madonna mit Kind (1)                  | Kalkstein, 15. Jahrhundert                        | in der Kirche St-Pierre (Lage) | PM21001688    | Classé       | 1905  |      |
| Skulptur Madonna mit Kind (2)                  | Holz, farbig gefasst, 13. Jahrhundert             | in der Kirche St-Pierre (Lage) | PM21001689    | Classé       | 1913  |      |
| Grabstein für Remond d’Ouges und Nicole Guenot | Kalkstein, bezeichnet 1589                        | in der Kirche St-Pierre (Lage) | PM21001690    | Classé       | 1913  |      |
| Taufbecken                                     | Kalkstein, 13. Jahrhundert                        | in der Kirche St-Pierre (Lage) | PM21001691    | Classé       | 1957  |      |
| Gemälde Christus, umgeben von vier Heiligen    | Ölfarbe auf Leinwand, Anfang des 17. Jahrhunderts | in der Kirche St-Pierre (Lage) | PM21001692    | Classé       | 1966  |      |